# Makrobentos
Makrobentos – zespół organizmów bentosowych o stosunkowo dużych rozmiarach. Według różnych badaczy minimalny rozmiar makrobentosu to od 0,3 mm × 0,3 mm do 1 mm × 1 mm. 
W skład makrobentosu wchodzą zwierzęta i rośliny, odpowiednio makrofauna i makroflora bentosowa, choć w tekstach dotyczących zwierząt często nazwy „makrobentos” używa się jako synonimu makrozoobentosu,.